# Utilizzatori del Boeing 737 MAX

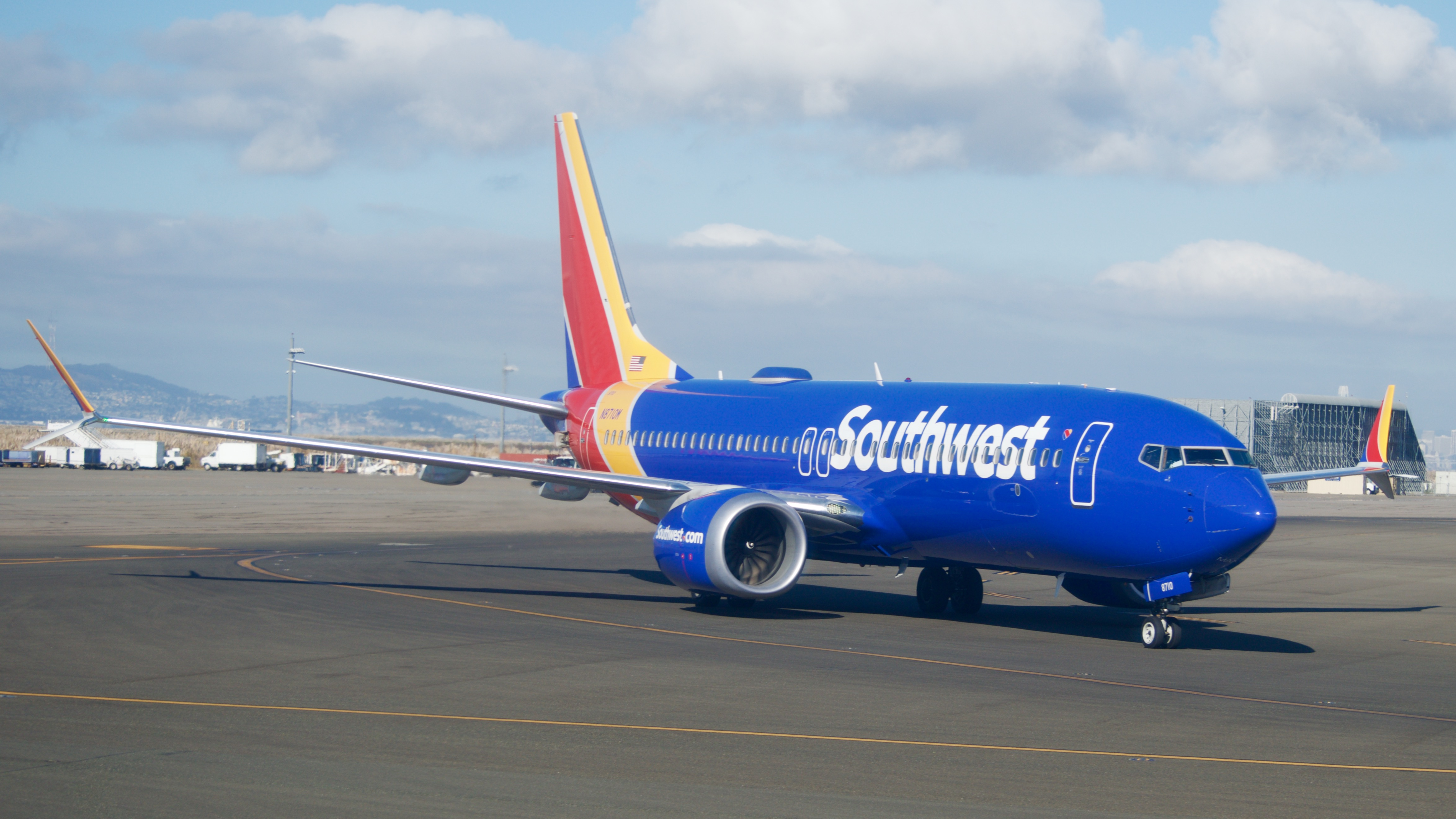
Un Boeing 737 MAX di Southwest Airlines, l'utilizzatore principale di questo tipo di aereo.

Il Boeing 737 MAX è un modello di aeroplano a fusoliera stretta, in servizio dal 2017, prodotto dalla statunitense Boeing. Sostituisce il Boeing 737 Next Generation (737 NG) e rappresenta la quarta generazione del Boeing 737.
Il 737 MAX si differenzia principalmente dal 737 NG per l'utilizzo dei più grandi motori CFM International LEAP-1B. Il primo volo per un 737 MAX (MAX 8, immatricolato N8701Q e chiamato "Spirit of Renton") è stato effettuato il 29 gennaio 2016, quasi 49 anni dopo il primo volo del 737-100, avvenuto il 9 aprile 1967. A dicembre 2018 la Boeing ha firmato ordini per il 737 MAX per un totale di 5 005 unità.
Il 17 dicembre 2019, dopo gravi incidenti tra quali il Volo Lion Air 610 e il Volo Ethiopian Airlines 302 e di seguito l'interdizione globale al volo, Boeing ha annunciato la sospensione della produzione di tutte le varianti del 737 MAX a partire da gennaio 2020.
A partire dal 2006 la Boeing ha cominciato a discutere la sostituzione del Boeing 737 con un modello dal design moderno che seguisse il Boeing 787 Dreamliner (chiamato Boeing Y1). La decisione fu tuttavia ritardata al 2011.
Nel 2010 però la Airbus lanciò la Airbus A320neo family, una nuova serie di aerei a fusoliera stretta con nuovi motori per migliorare il consumo di carburante e l'efficienza operativa. Molte compagnie cominciarono ad ordinare il nuovo aereo, in particolare AirAsia e IndiGo, e questo mise sotto pressione la Boeing; il 30 agosto 2011 la compagnia approvò il progetto del 737 MAX. La Boeing ha stimato che il nuovo velivolo porterà a un risparmio di carburante del 16% rispetto all'Airbus A320 e del 4% rispetto all'Airbus A320neo. Il raggio del 737 MAX dovrebbe coincidere/superare quello del concorrente Airbus.
Le varianti della nuova famiglia sono le seguenti: MAX 7, MAX 8 (con la versione MAX 200), MAX 9 e MAX 10, identificate con i codici ICAO rispettivamente B37M, B38M, B39M e B3JM. La Boeing ha comunicato che la lunghezza della fusoliera e la configurazione dei portelloni sarà la stessa della serie precedente.

## Ordini e consegne
Legenda tabella:
- ORD: Ordini.
- CON: Consegne.
- OPE: Esemplari operativi.
- -7: Boeing 737 MAX 7;
- -8: Boeing 737 MAX 8;
- -9: Boeing 737 MAX 9;
- -10: Boeing 737 MAX 10.

Note:
- dati aggiornati al gennaio 2024[1][2][3];
- il numero degli esemplari operativi è da considerarsi una stima più o meno accurata;
- dai documenti ufficiali non è possibile distinguere quali tipi di esemplari siano stati ordinati e consegnati, poiché tutti sono riportati come "737MAX": per questo vi è un'unica colonna per gli ordini e un'unica colonna per le consegne;
- alcuni utilizzatori hanno più aerei operativi che ordinati. Ciò è dovuto al fatto che le compagnie hanno comprato velivoli di seconda mano o hanno effettuato leasing, e questi non risultano come ufficiali nel conteggio degli ordini.

| Compagnia                      | Compagnia                    | ORD   | CON   | OPE | OPE   | OPE | OPE | TOTALE | TOTALE | TOTALE |
| Stato                          | Nome                         | ORD   | CON   | -7  | -8    | -9  | -10 | ORD    | CON    | OPE    |
| ------------------------------ | ---------------------------- | ----- | ----- | --- | ----- | --- | --- | ------ | ------ | ------ |
|                                | Aerei privati                | 9     | 7     |     | 4     | 1   |     | 9      | 7      | 5      |
| Stati Uniti (bandiera)         | 777 partners                 | 68    | 38    |     |       |     |     | 68     | 38     |        |
| Cina (bandiera)                | 9 Air                        | 1     | 1     |     | 1     |     |     | 1      | 1      | 1      |
| Irlanda (bandiera)             | AerCap                       | 141   | 21    |     |       |     |     | 141    | 21     |        |
| Argentina (bandiera)           | Aerolíneas Argentinas        | 7     | 2     |     | 9     |     |     | 7      | 2      | 9      |
| Messico (bandiera)             | Aeroméxico                   | 26    | 26    |     | 33    | 19  |     | 26     | 26     | 52     |
| Canada (bandiera)              | Air Canada                   | 40    | 40    |     | 40    |     |     | 40     | 40     | 40     |
| Cina (bandiera)                | Air China                    | 17    | 16    |     | 16    |     |     | 17     | 16     | 16     |
| Spagna (bandiera)              | Air Europa                   | 20    |       |     |       |     |     | 20     |        |        |
| Indonesia (bandiera)           | Airfast Indonesia            |       |       |     | 2     |     |     |        |        | 2      |
| India (bandiera)               | Air India                    | 190   | 12    |     |       |     |     | 190    | 12     |        |
| India (bandiera)               | Air India Express            |       |       |     | 12    |     |     |        |        | 12     |
| Stati Uniti (bandiera)         | Air Lease Corporation        | 165   | 88    |     |       |     |     | 165    | 88     |        |
| Nigeria (bandiera)             | Air Peace                    | 10    |       |     |       |     |     | 10     |        |        |
| Tanzania (bandiera)            | Air Tanzania                 |       |       |     |       | 1   |     |        |        | 1      |
| Canada (bandiera)              | Air Transat                  |       |       |     | 5     |     |     |        |        | 5      |
| India (bandiera)               | Akasa Air                    | 206   | 3     |     | 23    |     |     | 206    | 3      | 23     |
| Stati Uniti (bandiera)         | Alaska Airlines              | 132   | 52    |     | 1     | 65  |     | 132    | 52     | 66     |
| Stati Uniti (bandiera)         | Allegiant Air                | 50    |       |     |       |     |     | 50     |        |        |
| Stati Uniti (bandiera)         | American Airlines            | 130   | 59    |     | 59    |     |     | 130    | 59     | 59     |
| Turchia (bandiera)             | AnadoluJet                   |       |       |     | 10    |     |     |        |        | 10     |
| Giappone (bandiera)            | ANA Holdings Inc.            | 20    |       |     |       |     |     | 20     |        |        |
| Rep. Dominicana (bandiera)     | Arajet                       | 17    |       |     | 9     |     |     | 17     |        | 9      |
| Nigeria (bandiera)             | Arik Air                     | 8     |       |     |       |     |     | 8      |        |        |
| Stati Uniti (bandiera)         | Aviation Capital Group       | 53    | 6     |     |       |     |     | 53     | 6      |        |
| Irlanda (bandiera)             | Avolon Aerospace Leasing     | 119   | 8     |     |       |     |     | 119    | 8      |        |
| Isole Cayman (bandiera)        | Bain Capital Griffin         | 10    | 10    |     |       |     |     | 10     | 10     |        |
| Malaysia (bandiera)            | Batik Air Malaysia           |       |       |     | 16    |     |     |        |        | 16     |
| Stati Uniti (bandiera)         | BBAM Aircraft Management     | 5     | 5     |     |       |     |     | 5      | 5      |        |
| Bielorussia (bandiera)         | Belavia                      |       |       |     | 1     |     |     |        |        | 1      |
| Singapore (bandiera)           | BOC Aviation                 | 98    | 24    |     |       |     |     | 98     | 24     |        |
| Stati Uniti (bandiera)         | Boeing                       |       |       | 2   | 1     |     | 2   |        |        | 5      |
| Australia (bandiera)           | Bonza                        |       |       |     | 6     |     |     |        |        | 6      |
| Polonia (bandiera)             | Buzz                         |       |       |     | 13    |     |     |        |        | 13     |
| Hong Kong (bandiera)           | CALC                         | 2     | 2     |     |       |     |     | 2      | 2      |        |
| Trinidad e Tobago (bandiera)   | Caribbean Airlines           |       |       |     | 9     |     |     |        |        | 9      |
| Isole Cayman (bandiera)        | Cayman Airways               |       |       |     | 4     |     |     |        |        | 4      |
| Cina (bandiera)                | CDB Aviation                 | 27    | 8     |     |       |     |     | 27     | 8      |        |
| Irlanda (bandiera)             | CDB Financial Leasing        | 1     | 1     |     |       |     |     | 1      | 1      |        |
| Cina (bandiera)                | China Eastern Airlines       | 14    | 14    |     | 3     |     |     | 14     | 14     | 3      |
| Cina (bandiera)                | China Southern Airlines      | 51    | 18    |     | 26    |     |     | 51     | 18     | 26     |
| Stati Uniti (bandiera)         | CIT Aerospace                | 5     | 5     |     |       |     |     | 5      | 5      |        |
| Sudafrica (bandiera)           | Comair                       | 6     | 1     |     |       |     |     | 6      | 1      |        |
| Panama (bandiera)              | Copa Airlines                | 54    | 29    |     |       | 29  |     | 54     | 29     | 29     |
| Turchia (bandiera)             | Corendon Airlines            |       |       |     | 4     |     |     |        |        | 4      |
| Paesi Bassi (bandiera)         | Corendon Dutch Airlines      |       |       |     |       | 2   |     |        |        | 2      |
| Emirati Arabi Uniti (bandiera) | DAE Aviation Group           | 78    | 15    |     |       |     |     | 78     | 15     |        |
| Stati Uniti (bandiera)         | Delta Air Lines              | 100   |       |     |       |     |     | 100    |        |        |
| Cina (bandiera)                | Donghai Airlines             | 12    |       |     |       |     |     | 12     |        |        |
| Corea del Sud (bandiera)       | Eastar Jet                   |       |       |     | 4     |     |     |        |        | 4      |
| Polonia (bandiera)             | Enter Air                    | 8     | 2     |     | 5     |     |     | 8      | 2      | 5      |
| Etiopia (bandiera)             | Ethiopian Airlines           | 50    | 15    |     | 16    |     |     | 50     | 15     | 16     |
| Figi (bandiera)                | Fiji Airways                 | 5     | 5     |     | 5     |     |     | 5      | 5      | 5      |
| Canada (bandiera)              | Flair Airlines               |       |       |     | 16    |     |     |        |        | 16     |
| Emirati Arabi Uniti (bandiera) | flydubai                     | 186   | 56    |     | 53    | 3   |     | 186    | 56     | 56     |
| Cina (bandiera)                | Fuzhou Airlines              |       |       |     | 2     |     |     |        |        | 2      |
| Indonesia (bandiera)           | Garuda Indonesia             | 50    | 1     |     |       |     |     | 50     | 1      |        |
| Stati Uniti (bandiera)         | GECAS                        | 25    | 25    |     |       |     |     | 25     | 25     |        |
| Brasile (bandiera)             | GOL                          | 112   | 26    |     | 45    |     |     | 112    | 26     | 45     |
| Hong Kong (bandiera)           | Greater Bay Airlines         | 15    |       |     |       |     |     | 15     |        |        |
| Cina (bandiera)                | Hainan Airlines              | 7     | 7     |     | 12    |     |     | 7      | 7      | 12     |
| Cina (bandiera)                | ICBC Leasing                 | 16    | 16    |     |       |     |     | 16     | 16     |        |
| Islanda (bandiera)             | Icelandair                   | 3     | 3     |     | 14    | 4   |     | 3      | 3      | 18     |
| Regno Unito (bandiera)         | International Airlines Group | 50    |       |     |       |     |     | 50     |        |        |
| Iraq (bandiera)                | Iraqi Airways                |       |       |     | 6     |     |     |        |        | 6      |
| Stati Uniti (bandiera)         | Jackson Square Aviation      | 26    | 4     |     |       |     |     | 26     | 4      |        |
| Giappone (bandiera)            | Japan Airlines               | 21    |       |     |       |     |     | 21     |        |        |
| Corea del Sud (bandiera)       | Jeju Air                     | 40    | 2     |     | 2     |     |     | 40     | 2      | 2      |
| India (bandiera)               | Jet Airways                  | 125   |       |     |       |     |     | 125    |        |        |
| Corea del Sud (bandiera)       | Jin Air                      |       |       |     | 1     |     |     |        |        | 1      |
| Corea del Sud (bandiera)       | Korean Air                   | 30    | 6     |     | 5     |     |     | 30     | 6      | 5      |
| Cina (bandiera)                | Kunming Airlines             | 1     | 1     |     | 1     |     |     | 1      | 1      | 1      |
| Indonesia (bandiera)           | Lion Air                     | 251   | 22    |     |       | 3   |     | 251    | 22     | 3      |
| Polonia (bandiera)             | LOT Polish Airlines          |       |       |     | 11    |     |     |        |        | 11     |
| Cina (bandiera)                | Lucky Air                    |       |       |     | 3     |     |     |        |        | 3      |
| Germania (bandiera)            | Lufthansa                    | 40    |       |     |       |     |     | 40     |        |        |
| Lussemburgo (bandiera)         | Luxair                       | 8     |       |     | 2     |     |     | 8      |        | 2      |
| Canada (bandiera)              | Lynx Air                     | 29    |       |     | 9     |     |     | 29     |        | 9      |
| Irlanda (bandiera)             | Macquire AirFinance Limited  | 20    |       |     |       |     |     | 20     |        |        |
| Malaysia (bandiera)            | Malaysia Airlines            |       |       |     | 3     |     |     |        |        | 3      |
| Malta (bandiera)               | Malta Air                    |       |       |     | 42    |     |     |        |        | 42     |
| Mauritius (bandiera)           | Mauritania Airlines          | 1     | 1     |     | 1     |     |     | 1      | 1      | 1      |
| Mongolia (bandiera)            | MIAT Mongolian Airlines      |       |       |     | 1     |     |     |        |        | 1      |
| Cina (bandiera)                | Minsheng Leasing             | 14    |       |     |       |     |     | 14     |        |        |
| Italia (bandiera)              | Neos                         |       |       |     | 4     |     |     |        |        | 4      |
| Norvegia (bandiera)            | Norwegian Air Shuttle AOC    | 68    | 18    |     | 6     |     |     | 68     | 18     | 6      |
| Svezia (bandiera)              | Norwegian Air Sweden AOC     |       |       |     | 14    |     |     |        |        | 14     |
| Cina (bandiera)                | Okay Airways                 | 7     |       |     |       |     |     | 7      |        |        |
| Oman (bandiera)                | Oman Air                     | 7     | 2     |     | 13    |     |     | 7      | 2      | 13     |
| Irlanda (bandiera)             | Pembroke Limited             | 5     | 5     |     |       |     |     | 5      | 5      |        |
| Qatar (bandiera)               | Qatar Airways                | 30    | 5     |     | 9     |     |     | 30     | 5      | 9      |
| India (bandiera)               | Reliance Industries          |       |       |     |       | 1   |     |        |        | 1      |
| Iraq (bandiera)                | Repubblica dell'Iraq         | 16    | 6     |     |       |     |     | 16     | 6      |        |
| Marocco (bandiera)             | Royal Air Maroc              | 2     | 2     |     | 2     |     |     | 2      | 2      | 2      |
| Cina (bandiera)                | Ruili Airlines               | 36    |       |     |       |     |     | 36     |        |        |
| Irlanda (bandiera)             | Ryanair Holdings Group       | 360   | 142   |     |       |     |     | 360    | 142    |        |
| Irlanda (bandiera)             | Ryanair                      |       |       |     | 87    |     |     |        |        | 87     |
| Kazakistan (bandiera)          | SCAT Airlines                | 8     | 1     |     | 3     | 5   |     | 8      | 1      | 8      |
| Cina (bandiera)                | Shandong Airlines            | 7     | 7     |     | 7     |     |     | 7      | 7      | 7      |
| Cina (bandiera)                | Shanghai Airlines            |       |       |     | 11    |     |     |        |        | 11     |
| Cina (bandiera)                | Shenzhen Airlines            | 5     | 5     |     | 7     |     |     | 5      | 5      | 7      |
| Singapore (bandiera)           | Singapore Airlines           | 29    | 16    |     | 16    |     |     | 29     | 16     | 16     |
| Giappone (bandiera)            | Skymark Airlines             | 4     |       |     |       |     |     | 4      |        |        |
| Ucraina (bandiera)             | SkyUp Airlines               | 7     |       |     |       |     |     | 7      |        |        |
| Malta (bandiera)               | SmartLynx Malta              |       |       |     | 4     |     |     |        |        | 4      |
| Rep. Ceca (bandiera)           | Smartwings                   | 1     | 1     |     | 10    |     |     | 1      | 1      | 10     |
| Irlanda (bandiera)             | SMBC Aviation Capital        | 109   | 28    |     |       |     |     | 109    | 28     |        |
| Stati Uniti (bandiera)         | Southwest Airlines           | 691   | 206   |     | 225   |     |     | 691    | 206    | 225    |
| Turchia (bandiera)             | Southwind Airlines           |       |       |     | 3     |     |     |        |        | 3      |
| India (bandiera)               | SpiceJet                     | 136   | 7     |     | 12    |     |     | 136    | 7      | 12     |
| Turchia (bandiera)             | SunExpress                   | 87    | 12    |     | 14    |     |     | 87     | 12     | 14     |
| Canada (bandiera)              | Sunwing Airlines             |       |       |     | 11    |     |     |        |        | 11     |
| Tanzania (bandiera)            | Tanzania                     | 2     | 1     |     |       |     |     | 2      | 1      |        |
| Romania (bandiera)             | TAROM                        | 5     |       |     |       |     |     | 5      |        |        |
| Irlanda (bandiera)             | Timaero Ireland              | 19    | 2     |     |       |     |     | 19     | 2      |        |
| Regno Unito (bandiera)         | TUI Airways                  |       |       |     | 17    |     |     |        |        | 17     |
| Belgio (bandiera)              | TUI fly Belgium              |       |       |     | 4     |     |     |        |        | 4      |
| Paesi Bassi (bandiera)         | TUI fly Netherlands          |       |       |     | 6     |     |     |        |        | 6      |
| Germania (bandiera)            | TUIfly                       |       |       |     | 7     |     |     |        |        | 7      |
| Svezia (bandiera)              | TUIfly Nordic                |       |       |     | 3     |     |     |        |        | 3      |
| Regno Unito (bandiera)         | TUI Travel PLC               | 83    | 42    |     |       |     |     | 83     | 42     |        |
| Turchia (bandiera)             | Turkish Airlines             | 25    | 25    |     | 20    | 5   |     | 25     | 25     | 25     |
| Turkmenistan (bandiera)        | Turkmenhowayallary Agency    | 4     |       |     |       |     |     | 4      |        |        |
| Corea del Sud (bandiera)       | T'way Air                    |       |       |     | 2     |     |     |        |        | 2      |
| Stati Uniti (bandiera)         | United Airlines              | 508   | 157   |     | 83    | 79  |     | 508    | 157    | 162    |
| Russia (bandiera)              | UTair Aviation               | 28    |       |     |       |     |     | 28     |        |        |
| Vietnam (bandiera)             | VietJet Air                  | 200   |       |     |       |     |     | 200    |        |        |
| Australia (bandiera)           | Virgin Australia             | 25    |       |     | 3     |     |     | 25     |        | 3      |
| Canada (bandiera)              | WestJet                      | 82    | 25    |     | 32    |     |     | 82     | 25     | 32     |
| Cina (bandiera)                | Xiamen Airlines              | 10    | 10    |     | 10    |     |     | 10     | 10     | 10     |
|                                | Non dichiarato               | 573   | 17    |     |       |     |     | 573    | 17     |        |
| TOTALE                         | TOTALE                       | 6 204 | 1 445 | 2   | 1 211 | 217 | 2   | 6 204  | 1 445  | 1 432  |

## Configurazioni di bordo
Legenda tabella:
- F: prima classe.
- B: business class.
- E+: premium economy class.
- E: economy class.

| Compagnia aerea         | 737 MAX 8 | 737 MAX 8 | 737 MAX 8 | 737 MAX 8 | Totale posti | 737 MAX 9 | 737 MAX 9 | 737 MAX 9 | 737 MAX 9 | Totale posti |
| Compagnia aerea         | F         | B         | E+        | E         | Totale posti | F         | B         | E+        | E         | Totale posti |
| ----------------------- | --------- | --------- | --------- | --------- | ------------ | --------- | --------- | --------- | --------- | ------------ |
| Aerolíneas Argentinas   | –         | 8         | –         | 162       | 170          | –         | –         | –         | –         | –            |
| Aeroméxico              | –         | 16        | –         | 150       | 166          | –         | –         | –         | –         | –            |
| Air Canada              | –         | 16        | –         | 153       | 169          | –         | –         | –         | –         | –            |
| Air China               | –         | 8         | –         | 168       | 176          | –         | –         | –         | –         | –            |
| American Airlines       | –         | 16        | 30        | 126       | 172          | –         | –         | –         | –         | –            |
| China Southern Airlines | –         | 4         | –         | 174       | 178          | –         | –         | –         | –         | –            |
| Copa Airlines           | –         | –         | –         | –         | –            | –         | 16        | 24        | 126       | 166          |
| flydubai                | –         | 10        | –         | 156       | 166          | –         | 16        | –         | 156       | 172          |
| Gol Transportes Aéreos  | –         | –         | –         | 186       | 186          | –         | –         | –         | –         | –            |
| Hainan Airlines         | –         | 8         | –         | 168       | 176          | –         | –         | –         | –         | –            |
| Icelandair              | –         | 16        | –         | 144       | 160          | –         | 16        | –         | 162       | 178          |
| Lion Air                | –         | –         | –         | 180       | 180          | –         | –         | –         | –         | –            |
| Norwegian Air Sweden    | –         | –         | –         | 189       | 189          | –         | –         | –         | –         | –            |
| Shandong Airlines       | –         | 8         | –         | 168       | 176          | –         | –         | –         | –         | –            |
| Shanghai Airlines       | –         | 8         | –         | 168       | 176          | –         | –         | –         | –         | –            |
| SilkAir                 | –         | 12        | –         | 144       | 156          | –         | –         | –         | –         | –            |
| Smartwings              | –         | –         | –         | 189       | 189          | –         | –         | –         | –         | –            |
| Southwest Airlines      | –         | –         | –         | 175       | 175          | –         | –         | –         | –         | –            |
| SpiceJet                | –         | –         | –         | 189       | 189          | –         | –         | –         | –         | –            |
| TUI Travel              | –         | –         | –         | 189       | 189          | –         | –         | –         | –         | –            |
| Turkish Airlines        | –         | 16        | –         | 135       | 151          | –         | 16        | –         | 153       | 169          |
| United Airlines         | –         | –         | –         | –         | –            | –         | 20        | –         | 159       | 179          |
| WestJet                 | –         | –         | 12        | 162       | 174          | –         | –         | –         | –         | –            |
| Xiamen Airlines         | –         | –         | –         | 184       | 184          | –         | –         | –         | –         | –            |